# Володушка Мартьянова
Володу́шка Мартья́нова (лат. Bupleurum martjanovii) — многолетнее травянистое растение, вид рода Володушка (Bupleurum) семейства Зонтичные (Apiaceae). Эндемик России, встречающийся только в Саянах (место описания вида) и на Алтае. Редкое растение, занесённое в Красную книгу России, а также Красные книги Республик Хакасия, Тыва и Алтай.

## Ботаническое описание

### Морфология
Растение c одиночным маловетвистым прямостоячим стеблем высотой 20—70 см, покрытым тонкими бороздками. Толщина стебля у основания достигает 5—10 мм, кверху он утончается.
Листья ярко-зелёные, нижняя поверхность листовых пластинок более светлая. Прикорневые листья многочисленные, длиной (вместе с черешком) 4—15 см, от продолговато-обратнояйцевидной до обратноланцетной формы. Листовая пластинка постепенно сужается в черешок, равный ей по длине или более короткий. Стеблевые листья сидячие или почти сидячие, ланцетной или обратно-ланцетной формы, длиной 2—8 см.
Цветёт в июне—июле. Соцветия — сложные зонтики с тонкими дуговидными лучами, несущими зонтички из 10—15 светло-жёлтых цветков на коротких (около 2 мм) цветоножках. Самый крупный зонтик расположен наверху стебля, его диаметр 7—13 см, число лучей равно 12—20. Более мелкие боковые зонтики с 5—7 лучами сидят на концах тонких ветвей, отходящих от стебля под острым углом.
Плоды продолговато-яйцевидной или эллиптической формы, длиной 3—4 мм, с острыми, заметно крылатыми, светлыми рёбрами. Незрелые имеют сизовато-фиолетовый оттенок, зрелые — коричневые.

### Экология
Володушка Мартьянова — мезофит. Растёт обычно в местах с несомкнутым растительным покровом (на скалах, каменных россыпях) на высоте 1200—2100 метров над уровнем моря.